# Половина жёлтого солнца
Половина желтого солнца - роман нигерийской писательницы Чимаманды Нгози Адичи. Опубликованный в 2006 году лондонским издательством 4th Estate, роман повествует о Биафранской войне через призму персонажей Оланны, Угву и Ричарда.
Роман получил признание критиков и выиграл Женскую премию за художественную литературу в 2007 году. В 2013 году по роману был снят одноименный фильм.

## Сюжет

Флаг Биафры, в центре которого можно увидеть половину желтого солнца, на которое ссылается название.

Действие романа происходит в Нигерии до и во время гражданской войны в Нигерии (1967-70 гг.). Последствия войны показаны через взаимоотношения жизней пяти человек: дочерей-близнецов влиятельного бизнесмена, профессора, британского эмигранта и нигерийского домоседа. После провозглашения отделения Биафры жизнь главных героев резко меняется, их разрывает на части жестокость гражданской войны и решения в личной жизни.
Книга перескакивает между событиями, происходившими в начале и конце 1960-х годов, когда шла война, и длится до ее окончания. В начале 1960-х годов происходит знакомство с главными героями: Угву, 13-летний деревенский мальчик, который переезжает к Оденигбо, чтобы работать у него в доме. Оденигбо часто приглашает интеллектуалов для обсуждения политических потрясений в Нигерии. Жизнь Угву меняется, когда к ним переезжает девушка Оденигбо, Оланна. Угву крепко привязывается к ним обеим и становится очень верным домоседом. У Оланны есть сестра-близнец Кайнене, женщина с сухим чувством юмора, уставшая от напыщенной компании, которую она возглавляет для своего отца. Ее возлюбленный Ричард - английский писатель, который отправляется в Нигерию, чтобы изучить искусство игбо-укву.
Если перенестись на четыре года вперед, то между хауса и игбо возникают разногласия, и в резне гибнут сотни людей, в том числе любимые тетя и дядя Оланны. Игбо создают новую республику под названием Биафра. В результате конфликта Оланна, Оденигбо, их маленькая дочь, которую они называют только "Бэби", и Угву вынуждены бежать из Нсукки - университетского города и главного интеллектуального центра новой нации. В конце концов они оказываются в городе беженцев Умуахия, где страдают и борются из-за нехватки продовольствия, постоянных воздушных налетов и параноидальной обстановки. Есть также намеки на конфликт между Оланной и Кайнене, Ричардом и Кайнене, а также между Оланной и Оденигбо.
Когда роман перескакивает в начало 1960-х годов, мы узнаем, что Оденигбо переспал с деревенской девушкой Амалой, которая затем родила ему ребенка. Оланна в ярости от его предательства и в момент освобождения спит с Ричардом. Она возвращается к Оденигбо, и когда они узнают, что Амала отказалась оставить свою новорожденную дочь, Оланна решает, что она останется у них.
Во время войны Оланна, Оденигбо, Бэби и Угву живут с Кайнене и Ричардом, где Кайнене управляла лагерем беженцев. Их положение безнадежно, ведь у них нет ни еды, ни лекарств. Кайнене решает торговать через линию фронта, но не возвращается даже после окончания войны через несколько недель. Книга заканчивается неоднозначно, и читатель не знает, выживет ли Кайнене.

## Персонажи
Угву - роман начинается и заканчивается Угву. Он - деревенский мальчик из Опи, который впоследствии становится слугой в доме Оденигбо. Под руководством Оденигбо и Оланны Угву продолжает свое образование, и его литературные способности развиваются на протяжении всего романа. Он старается поддерживать связь со своей матерью и сестрой Ануликой в родной деревне и постоянно заботится о здоровье и благополучии своей матери. Его свободное время часто занято любовными увлечениями, среди которых Ннесиначи, Эберечи и Чиньере. Его жизнь жестоко прерывается, когда его насильно призывают в Биафранскую армию. Там он становится свидетелем и участником ужасных сражений и изнасилования, которое его заставили совершить.
Оденигбо - Оденигбо начинает роман в качестве профессора математики в университете Нсукка. Из-за его резких взглядов некоторые персонажи называют его "революционером". Он отдает предпочтение социализму и трайбализму перед капитализмом и панафриканизмом или национализмом. После того как война вынуждает его оставить должность в университете Нсукка, Оденигбо принимает активное участие в военных действиях в составе Управления по трудовым ресурсам. В его личной жизни преобладают отношения, а затем и брак с Оланной. Он является отцом Бэби, хотя биологической матерью Бэби является Амала, а не Оланна. У Оденигбо также крепкие, хотя и неспокойные отношения с матерью. "Мама" влияет на его отношения с Оланной, а смерть мамы начинает путь Оденигбо к алкоголизму и депрессии.
Оланна - Оланна - один из трех персонажей, через которых ведется повествование в романе. Она дочь вождя Озобии и близнец Кайнене. Оланна выросла в Нигерии, а затем училась в университете в Великобритании. Ее описывают как "нелогично красивую", и ее внешность часто диктует отношение к ней окружающих. Например, ее родители пытаются предложить секс с ней в качестве взятки, чтобы помочь заключить деловые сделки. Поэтому ее связь с родителями слаба, и она тяготеет к тете Ифеке и дяде Мбаэзи в Кано. Мохаммед - ее бывший парень, Оденигбо - ее муж, и она является приемной матерью малыша. До начала войны она работает профессором социологии в университете Нсукка. Позже она работает школьной учительницей в Умуахии и, наконец, помогает своей сестре ухаживать за беженцами в Орлу.
Кайнене - Кайнене, близнец Оланны, поначалу кажется совсем не похожей на Оланну. Она - тип волевой женщины, независимой, холодной, очень расчетливой. Кайнене живет в Порт-Харкорте, где управляет бизнесом своего отца. Отец, очень гордящийся ею, говорит одному из своих друзей, что она "не просто как сын, она как два сына". В начале войны она наживается на войне. Однако после того, как она становится свидетелем жестокости войны, ее характер полностью меняется, и вместо того, чтобы управлять бизнесом своего отца, она управляет лагерем беженцев. Она остается бесстрашной и в конце концов решает торговать с врагом, подвергая свою жизнь риску.
Ричард Черчилль - английский писатель, который приезжает в Нигерию, чтобы изучить искусство игбо-укву. Поначалу он общается с другими иностранцами, особенно со Сьюзан, которая становится его девушкой. Однако, встретив Кайнене на одной из вечеринок, куда его затащила Сьюзан, он очаровывается ею. Ричард переезжает в Нсукку, где преподает в университете Нсукки и пытается написать книгу об искусстве игбо-укву. Оланна приглашает его войти в круг интеллектуалов Оденигбо. Ричард с радостью наблюдает за рождением Биафры, думая, что это действительно сделает его биафранцем. Он начинает писать книгу о войне, но вскоре понимает, что это не его история. В одном из интервью Адичи рассказала, что идея Ричарда пришла от Фредерика Форсайта, убежденного сторонника Биафры: "Ричард, конечно, совсем не похож на него, но идея англичанина, который стал более биафранцем, чем сами биафранцы, действительно исходила от него, Форсайта.
Тетя Угву - уборщица в университете Нсукка, она знакомит Угву с мастером Оденигбо.
Анулика - Анулика - сестра Угву. Она готовится выйти замуж до войны, но трагедия военного времени меняет ее планы.
Ннесиначи - первая любовь Угву из его деревни Опи. Угву и Ннесиначи вновь встречаются после войны.
Мать Угву - мать Угву страдает от болезни в родной деревне Угву в Опи. С помощью Оденигбо она обращается за лечением в Нсукку. Угву часто беспокоится о ней во время войны.
Мисс Адебайо - профессор языка йоруба в университете Нсукка. Сексуальная напряженность между мисс Адебайо и Оденигбо создает неловкие отношения между мисс Адебайо и Оланной. Когда начинается война, этническая принадлежность мисс Адебайо создает пропасть между ней и другими профессорами.
Доктор Патель - индийский профессор университета Нсукка. Доктор Патель - друг Оденигбо и Оланны.
Профессор Леман - американский профессор Университета Нсукка. Профессор Леман часто критикует взгляды Оденигбо.
Профессор Эзека - профессор университета Нсукки, который позже становится директором по мобилизации в армии Биафрана.
Океома - друг Оланны и Оденигбо в Нсукке. Океома - известный поэт, которого однажды назвали "голосом нашего поколения". Он ссылается на Оланну как на источник вдохновения. Позже Океома становится офицером Биафранской армии и перестает писать стихи.
Эдна - соседка Оланны в Нсукке. Эдна - афроамериканка, придерживающаяся твердых взглядов на расовую и гендерную несправедливость.
Джомо - Джомо работает садовником в доме Ричарда и в доме Оденигбо в Нсукке. Он один из первых друзей Угву в Нсукке, а также часто враждует со своим соперником, Харрисоном.
Харрисон - домосед Ричарда. Разговорчивость Харрисона поначалу раздражает Ричарда, а позже приводит его к неприятностям.
Чиньере - работает в доме рядом с домом Мастера в Нсукке. До начала войны встречается с Угву по ночам.
Мама (мать Оденигбо) - деревенская женщина из Аббы. Она против отношений между Оденигбо и Оланной, потому что они официально не женаты (еще не выплачен выкуп за невесту), а Оланна - неестественная женщина.
Амала - деревенская девушка, работающая на маму, мать Оденигбо. Чтобы разлучить Оланну и Оденигбо, мама заставляет Амалу переспать с Оденигбо. Амала беременеет, но после родов отказывается принимать ребенка и отправляет его обратно к маме.
Вождь Окондзи - друг родителей Оланны и Кайнене. Вождь Оконджи проявляет романтический интерес к Оланне, но Оланна его отвергает.
Вождь Озобиа - известный бизнесмен в Лагосе, отец Оланны и Кайнене. Вождь Озобиа манипулирует своими дочерьми ради финансовой выгоды. Он также содержит любовницу и в конце концов покидает Нигерию во время войны.
Мать Оланны и Кайнене - жена вождя Озобиа и мать Оланны и Кайнене. У нее нет крепких отношений с дочерьми, а ее брак с вождем Озоби можно назвать притворным.
Дядя Мбаэзи - дядя Оланны, брат матери Оланны. Он живет со своей семьей в Кано, где основал гимназию "Игбо Юнион".
Тетя Ифека - жена дяди Мбаэзи. Тетя Ифека дает наставления Оланне, которая не очень близка с собственной матерью.
Аризе - двоюродная сестра Оланны, дочь дяди Мбаэзи и тети Ифеки. Аризе очень хочет найти себе мужа и выйти замуж. Как и ее родители, она равняется на Оланну.
Мохаммед - бывший парень Оланны. Он красивый мужчина из племени хауса. Даже после того, как она уходит от него к Оденигбо, они остаются в хороших отношениях, и она часто навещает его, пока не начинается война. Во время войны он пишет ей письма, но они чувствуют себя очень отчужденно.
Бэби - дочь Оланны и Оденигбо. Амала - родная мать Бэби, но отказывается оставить ее у себя. Когда Оланна видит ее, она решает удочерить ее. Настоящее имя Бэби - Чиамака, что означает "Бог прекрасен". Его выбрала Кайнене, но оно редко используется.
Сьюзен Гренвилл-Питтс - изначально девушка Ричарда. Она живет в Нигерии, но в основном общается с другими экспатриантами или нигерийцами высшего класса. Ее расизм по отношению к нигерийцам, а также ее собственническое отношение к Ричарду периодически проявляются на протяжении всего романа.
Майор Маду - давний друг Кайнене. Майор Маду служит сначала в нигерийской, а затем в биафранской армии. Отношения между ним и Ричардом натянуты из-за неопределенности роли Маду в жизни Кайнене.
Специальный Джулиус - армейский контрактник. Он становится частым гостем Оденигбо, когда они находятся в Умуахии.
Эквенуго - член научной группы в армии Биафрана. Эквенуго встречается с Оланной и Оденигбо в Умуахии.
Миссис Муокелу - одна из учительниц Оланны в Умуахии. Оланна считает миссис Муокелу мужественной и немного осуждающей. В конце концов миссис Муокелу перестает преподавать и начинает торговать через линию фронта.
Окоромаду - старый знакомый Оланны, Окоромаду помогает ей достать необходимые вещи для ребенка в Умуахии.
Эберечи - любовный интерес Угву в Умуахии. Эберечи эксплуатируют в интересах ее родителей.
Алиса - соседка Оденигбо и Оланны по их второму месту жительства в Умуахии. Алиса ищет убежище в Умахии после того, как ее обманул армейский полковник. Она известна как затворница и заядлая пианистка. Ее отношения с Оденигбо окутаны тайной.
Отец Марсель - помогает координировать помощь беженцам с Кайнене в Орлу. Позже некоторые беженцы обвиняют отца Марселя в неподобающем поведении.
Хай-Тек - молодой солдат и командир разведывательного отряда Угву. Его зовут Хай-Тек, потому что командиры утверждают, что он полезнее, чем "высокотехнологичный шпионский гаджет".

## Темы

### Война
Гражданская война в Нигерии (или "Нигеро-Биафранская война") началась 6 июля 1967 г. и закончилась 13 января 1970 г. Война разразилась из-за политической и этнической борьбы, частично вызванной многочисленными попытками юго-восточных провинций Нигерии отделиться и образовать Республику Биафра. Политический конфликт между народностями игбо, йоруба, хауса и фулани вылился в два смертоносных военных переворота. Игбо попытались отделиться от Нигерии и стать Республикой Биафра, но не встретили поддержки. С 1968 года война зашла в тупик, а нигерийские войска не смогли значительно продвинуться в оставшиеся под контролем биафранцев районы. Нигерийское правительство перекрыло доступ гуманитарной помощи в Биафру, в результате чего сотни тысяч мирных жителей погибли от голода и болезней. Во время войны погибло много людей, в том числе дедушки Адичи; и даже сегодня в Нигерии сохраняется напряженность между различными этническими и религиозными группами.
В центре сюжета романа " Половина желтого солнца " - война. Адичи выросла в период после войны: "Необходимость писать об этом возникла потому, что я выросла в ее тени. Эта вещь, которую я не совсем понимала, была моим наследием. Она нависала над всем. Она заявила, что считает, что многие из проблем, вызвавших войну, остаются и сегодня. Она также отметила, что о войне говорят "неинформированно и без воображения" и что для народа игбо, о котором идет речь в ее книге, война сегодня так же важна, как и тогда. Поскольку ни одно из главных политических событий не было изменено в книге, Адичи сказала, что в ней содержится "эмоциональная правда" и что книга показывает, что война оказала значительное влияние на народ Нигерии.

### Политика и идентичность в постколониальной Африке
Светские рауты в доме Оденигбо полны дебатов о политическом будущем Африки. Здесь нигерийская интеллигенция обсуждает полезность различных форм африканского правления. В одной из особенно примечательных дискуссий Оденигбо отстаивает племя как идеальную единицу африканского общества, в то время как другие персонажи подчеркивают необходимость панафриканизма или национализма. Его цитируют, когда он провозглашает: "Единственная подлинная идентичность для африканца - это племя... Я нигериец, потому что белый человек создал Нигерию и дал мне эту идентичность. Я черный, потому что белый человек создал черного, чтобы он как можно больше отличался от белого. Но я был игбо до прихода белого человека".

### Роль западных людей в постколониальной Африке
Несмотря на явное упоминание влияния Запада в Биафранской войне, более тонкое исследование можно найти в характере Ричарда. Ричард, хотя и с добрыми намерениями, слишком сильно старается стать частью сначала Нигерии, а затем Биафры. Его увлечение культурой и желание быть частью Биафры приводит к тому, что он выступает от имени биафранцев, пытаясь написать два романа: один об искусстве, а второй - о биафранской войне. Ричард не может завершить ни один из них и приходит к выводу, что это не его истории. Однако ему удается написать о войне для западной прессы, что на самом деле помогает делу Биафры. Сама Адичи в одном из интервью сказала, что "возможно, [персонаж Ричарда] - это мой тонкий способ выразить свою политику, что, возможно, настало время, когда африканцы пишут об Африке.

### Актуальность академической науки в повседневной жизни
Многие из главных героев " Половины желтого солнца " - профессора, в том числе Оланна и Оденигбо. Оденигбо регулярно принимает у себя коллег-профессоров из университета Нсукка для политических дискуссий по выходным. На протяжении всего романа "Половина желтого солнца ", кажется, критикует как самих профессоров, так и их мнения. Он делает это, сопоставляя высокодуховные политические взгляды Оденигбо и его товарищей из "ранних шестидесятых" с политическими реалиями "поздних шестидесятых". Роман также использует тех же профессоров из "Ранних шестидесятых" и помещает их в "Поздние шестидесятые". Кроме того, деловой ум Кайнене помогает ей успешно управлять лагерем беженцев, в то время как Оланна и Оденигбо кажутся неэффективными. Кажется, Адичи подчеркивает реальность действий, а не эфемерность мнений.

### Модус операнди западной журналистики
В романе "Половина желтого солнца " сильно критикуется освещение Биафранской войны западными СМИ. Правило западной журналистики становится очевидным, когда Ричард встречается с иностранными журналистами: "Ричард выдохнул. Это было похоже на то, как если бы кто-то посыпал его рану перцем: Тысячи биафранцев были мертвы, а этот человек хотел узнать, есть ли что-то новое в одном мертвом белом человеке". Ричард напишет об этом - таково правило западной журналистики: Сто мертвых черных равны одному мертвому белому". Поскольку очевидно, что белые журналисты имеют большее влияние, Маду просит Ричарда написать о войне для западной прессы: "Они будут относиться к тому, что ты напишешь, более серьезно, потому что ты белый. Если ты действительно хочешь внести свой вклад, ты можешь сделать это именно таким образом. Мир должен знать правду о том, что происходит, потому что они просто не могут молчать, пока мы умираем".

### Расширение прав и возможностей женщин
Хотя в " Половине желтого солнца " нет конфликта между женщиной и патриархатом, характерного для феминистских романов, в нем показана самостоятельность женщин. В один из поворотных моментов Оланна разочарована предательством Оденигбо и отправляется в Кано, чтобы найти утешение у своей семьи. Тетя Ифека говорит: "Ты никогда не должна вести себя так, будто твоя жизнь принадлежит мужчине. Твоя жизнь принадлежит тебе и только тебе". Позже, даже простив Оденигбо, она рассказывает ему о его предательстве и не соглашается с тем, чтобы он оправдывал свои действия, обвиняя мать. С другой стороны, когда отец Оланны изменяет ее матери, мать Оланны не вступает с ним в конфликт. Она лишь просит Оланну сказать отцу, чтобы он делал это более деликатно.

## Премии и Награды
Роман "Половина желтого солнца " был удостоен Женской премии за художественную литературу 2007 года. Премия присуждается ежегодно за лучший оригинальный полнометражный роман, написанный женщиной на английском языке; приз Адичи составил 30 000 фунтов стерлингов. Роман был хорошо принят критиками и включен в список "100 самых заметных книг года" по версии New York Times.
В рецензии на "Сиэтл Таймс" Мэри Бреннан назвала книгу "захватывающей историей, которая одновременно является и страшным уроком истории, и увлекательным человеческим повествованием". Газета New York Times дала более неоднозначную рецензию на книгу, отметив, что "временами Адичи пишет слишком прямолинейно, а темп романа слишком вялый", но при этом "всякий раз, когда она затрагивает свои любимые темы - верность и предательство, - ее проза бурлит жизнью В журнале Literary Review Уильям Бретт написал: "Адичи сначала позволяет подозрению в ужасе укорениться, а затем позволяет ему постепенно проникать внутрь. Такая тонкость делает ее чтение необычным, тревожным, но в конечном счете приятным опытом" The Washington Post заявляет: "Чимаманда Нгози Адичи, безусловно, оправдывает все ожидания, публикуя свой второй роман " Половина желтого солнца". Она поразила нас этой трансцендентной историей о войне, верности, жестокости и любви в современной Африке. Нарисовав пронзительный портрет трагедии, произошедшей в Биафре в 1960-е годы, она, тем не менее, нашла свое истинное сердце в интимной жизни трех обычных людей, которых потрепали ветры судьбы. Ее повествование захватывающе вызывающе и его невозможно забыть" В рецензии Роба Никсона рассматривается историческая сторона романа: "Половина желтого солнца " переносит нас внутрь обычных жизней, разрушенных слишком обычным распадом национальных государств. Когда знакомый Оланны появляется в лагере беженцев, она замечает, что он худее и стройнее, чем она помнила, и выглядит так, будто может переломиться на две части, если резко сядет. - То, что мы видим, как этот человек прибывает в страну за страной, снова и снова, и снова", - показатель мастерства Адичи в понимании мелочей и беспорядка в мире Майя Джагги, написавшая в The Guardian, назвала книгу "знаковым романом".  Аисату Сидиме из San Antonio Express-News назвала книгу Адичи "манящей и откровенной, красноречивой, лауреат премии нигерийской писательницы Чимаманды Нгози Адичи быстро доказывает, что она бесстрашна в традициях великих африканских писателей Нигерийский писатель Чинуа Ачебе сказал: "Мы обычно не ассоциируем мудрость с новичками, но вот новый писатель, наделенный даром древних рассказчиков", а про Адичи сказал: "Она бесстрашна, иначе не взялась бы за пугающий ужас гражданской войны в Нигерии.
В 2019 году " Половина желтого солнца " была названа The Guardian 10-й лучшей книгой с 2000 года.
5 ноября 2019 года BBC News включил " Половину желтого солнца " в список 100 самых влиятельных романов.
В ноябре 2020 года " Половина желтого солнца " была признана лучшей книгой, получившей Женскую премию за художественную литературу за 25-летнюю историю ее существования.
В 2022 году "Половина желтого солнца " была включена в список "Большого юбилейного чтения" из 70 книг авторов стран Содружества, отобранных в честь платинового юбилея Елизаветы II.

## Адаптации
Премьера экранизации, написанной драматургом Бийи Банделе, состоялась на Международном кинофестивале в Торонто в конце 2013 года, а мировой релиз состоялся в 2014 году. В фильме снялись Чиветель Эджиофор и Тандиве Ньютон.
1. 1 2 3 4  https://en.wikipedia.org/wiki/Half_of_a_Yellow_Sun
2. 1 2  https://www.amazon.com/gp/aw/d/1400095204/ref=tmm_pap_swatch_0?ie=UTF8&qid=1648822652&sr=8-49
3. ↑  Nixon, Rob (1 октября 2006). A Biafran Story. The New York Times (англ.). 0362-4331. Архивировано 9 декабря 2008. Дата обращения: 25 февраля 2024.
4. 1 2  Maslin, Janet (21 сентября 2006). The Complex Business of Living While War Rages in Nigeria. The New York Times (англ.). 0362-4331. Архивировано 25 февраля 2024. Дата обращения: 25 февраля 2024.
5. 1 2  Birnbaum, Robert. Chimamanda Ngozi Adichie. The Morning News (23 октября 2006). Дата обращения: 25 февраля 2024. Архивировано 6 декабря 2023 года.
6. 1 2  The Sunday Edition - December 30, 2018. Дата обращения: 25 февраля 2024. Архивировано 22 мая 2022 года.
7. ↑  Account Suspended. www.halfofayellowsun.com. Дата обращения: 25 февраля 2024. Архивировано 25 февраля 2024 года.
8. ↑  Nigerian author wins top literary prize (англ.). The Telegraph (7 июня 2007). Дата обращения: 25 февраля 2024. Архивировано 24 февраля 2024 года.
9. 1 2  100 Notable Books of the Year - The New York Times Book Review - New York Times. archive.nytimes.com. Дата обращения: 25 февраля 2024. Архивировано 18 сентября 2023 года.
10. ↑  William Brett - Eating Misery (англ.). Literary Review (25 февраля 2024). Дата обращения: 25 февраля 2024. Архивировано 25 февраля 2024 года.
11. ↑  Noble, Barnes &. Half of a Yellow Sun|Paperback (англ.). Barnes & Noble. Дата обращения: 25 февраля 2024. Архивировано 25 февраля 2024 года.
12. ↑  Jaggi, Maya (18 августа 2006). The Master and his houseboy. The Guardian (англ.). 0261-3077. Дата обращения: 25 февраля 2024.